# Pimiento najerano
El pimiento najerano se trata de pimientos variedad de la localidad de Nájera. Poseen denominación Indicación Geográfica Protegida denominada de Pimiento Riojano que acoge al pimiento Najerano cultivado en los valles de Rioja Baja, Media y Alta, y se comercializa bien sea fresco como en conserva (conserva de pimientos). Son típicos y participan como ingrediente en los platos de la gastronomía riojana y pueden degustarse en Nájera y en la comarca de Santo Domingo de la Calzada. Se sabe de su consumo en la zona desde el siglo XIX.

## Características
Esta hortaliza posee una forma cónica y una terminación en pico, presentan una superficie rugosa y carne medio fina. Se componen de dos o tres caras con una longitud total que oscila entre los 16 a los 18 centímetros, el grosor de la piel va dese los 6 a los 8 milímetros. Son de color rojo o entreverado con tonos oscuros. No poseen sabor picante. Se recolectan en los meses de junio a agosto, con posibilidad de ser alargada la temporada hasta octubre-noviembre. Las propiedades de la tierra de los valles de la Rioja cofieren unas características organolépticas propias.
Los pimientos que se comercializan en conserva siguen un proceso bien definido. Sin ser sumergidos en agua, y envasados en el propio jugo que desprenden durante el proceso de conserva. 